# Principio de funcionamiento
Principio de funcionamiento de un artefacto es el modo peculiar en que puede cumplir su función o funciones técnicas. Incluye tanto las leyes y propiedades que rigen los procesos que se realizan en el artefacto (la base causal de su buen funcionamiento) como las propiedades, forma, distribución e interrelación de los materiales con que está construido, es decir, su diseño.